# SN 1999bj
SN 1999bj – supernowa typu Ia odkryta 11 marca 1999 roku w galaktyce A115138-1229. W momencie odkrycia miała maksymalną jasność 20,80m.